# Aburizal Bakrie

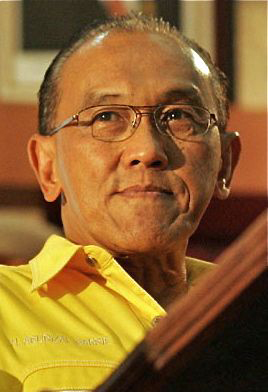
Aburizal Bakrie (2011)

Aburizal Bakrie (* 15. November 1946 in Jakarta) ist ein indonesischer Unternehmer und Politiker.

## Leben
Sein Vater war der Unternehmer Achmad Bakrie. Bakrie studierte am Bandung Institute of Technology Elektronikwesen. Nach seinem Studium begann er 1972 im Unternehmen seines Vaters, Bakrie & Brothers, zu arbeiten und stieg später in dessen Unternehmensleitung auf. Bakrie und seine Familie kontrollieren das Energieunternehmen Energi Mega Persada. Nach Angaben des Forbes Magazine gehört er zu den reichsten Indonesiern.
Neben seiner unternehmerischen Tätigkeit ist Bakrie auch als Politiker tätig. Von 1991 bis 1995 war er Präsident des ASEAN-Wirtschaftsforums. Von 1994 bis 2004 war Bakrie Präsident der Wirtschafts- und Handelskammer von Indonesien. Er war von 2004 bis 2009 Wirtschaftsminister von Indonesien und war seit Dezember 2005 Minister für Wohlfahrt. Ferner ist er Vorsitzender der Partei Golkar. Bei den Präsidentschaftswahlen 2014 trat Bakrie als Kandidat an, erreichte aber nicht die Stichwahl. Er ist verheiratet und hat drei Kinder.
2006 brach der Schlammvulkan Sidoarjo aus. Nach Angaben von Greenpeace verursachte ein der Bakrie-Familie gehörendes Unternehmen PT Lapindo Brantas den Ausbruch.